# A kis Nikita
A kis Nikita (eredeti cím: Little Nikita) 1988-ban bemutatott amerikai akcióthriller, melyet Richard Benjamin rendezett. A film zenéjét Marvin Hamlisch szerezte. A főbb szerepekben River Phoenix és Sidney Poitier látható (akik pár évvel később az 1992-es Komputerkémek című filmben is együtt szerepeltek).
Az Amerikai Egyesült Államokban 1988. március 18-án bemutatott film vegyes kritikákat kapott.

## Cselekmény
Jeffrey Nicolas Grant szemtelen, túlbuzgó középiskolás, San Diego külvárosában él egy kertészetet üzemeltető szüleivel. A fiú jelentkezik az Amerikai Egyesült Államok Légierejének akadémiájára.
Egy rutinszerű átvilágítás során Roy Parmenter FBI-ügynök bizonyítékot talál arra vonatkozóan, hogy Jeff szülei esetlegesen szovjet alvóügynökök Mivel semmilyen illegális dolgot nem követtek el, nem tartóztathatja le őket, ezért de Roy a szomszédjukba költözik, szemmel tartani a családot. Nemsokára szembesíti Jeffet gyanújával és az együttműködését kéri. Bár a fiú eleinte nem hisz neki, idővel kénytelen lesz elfogadni az igazságot szüleiről és megtudni: a valódi neve Nikita.
Roy társát tizenkét évvel korábban egy "Búvár" becenévre hallgató szovjet ügynök ölte meg. A Búvár immár önállósította magát és most a KGB USA-ban élő ügynökeit kezdte el sorban eltenni láb alól, beleértve az alvóügynököket is. Egy szovjet kémelhárítót, Konstantin Karpovot a Szovjetunió mexikói nagykövetségén szintén megbízzák Búvár ártalmatlanításával.
Karpov fegyverrel túszul ejti Jeffet, majd Búvárral együtt eljutnak a mexikói határig. Roy konfrontálódik velük és fegyvert szegez Karpovra. Végül Búvárt ártalmatlanná teszik és Karpov a sebesült ügynökkel együtt a határon át távozik az országból.

## Szereplők
| Szerep                   | Színész          | Magyar hang        |
| ------------------------ | ---------------- | ------------------ |
| Roy Parmenter FBI-ügynök | Sidney Poitier   | Koroknay Géza      |
| Jeff Grant / Nikita      | River Phoenix    | Hamvas Dániel      |
| Richard Grant            | Richard Jenkins  | Sztarenki Pál      |
| Elizabeth Grant          | Caroline Kava    | Menszátor Magdolna |
| Konstantin Karpov        | Richard Bradford | Papp János         |
| Verna McLaughlin         | Loretta Devine   |                    |
| Búvár                    | Richard Lynch    |                    |
| Barbara Kerry            | Lucy Deakins     |                    |
| Brewer                   | Jerry Hardin     | Wohlmuth István    |

## Fordítás
- Ez a szócikk részben vagy egészben  a   Little Nikita című angol Wikipédia-szócikk ezen változatának fordításán alapul.  Az eredeti cikk szerkesztőit annak laptörténete sorolja fel. Ez a jelzés csupán a megfogalmazás eredetét és a szerzői jogokat jelzi, nem szolgál a cikkben szereplő információk forrásmegjelöléseként.